# 2015年中国足球协会业余联赛
中国足球协会业余联赛(CFA Amateur League，简称CAL) ，原名全国足球业余(丙级)队联赛（俗称“中丙”或“丙级联赛”）、全国足球业余联赛（2006年起更名），2010年改为现名，是中国足协所承办的业余足球联赛。参加中国足协业余联赛可以由企业、机关、院校、部队以及足球爱好者自愿组队参赛。在2014年以前，没有升降级制度，本不包括在中国的三级联赛体系中（中超、中甲、中乙）。自2014年起，中国足球协会业余联赛的优胜俱乐部可升入中国足球乙级联赛。本届赛事总冠军苏州东吴、亚军海南博盈海汉、季军深圳人人和殿军沈阳城市建设，以上4支队伍晋级2016中乙联赛。